# Mamestra carancahua
Mamestra carancahua là một loài bướm đêm trong họ Noctuidae.